# Morris CS9
Der Morris CS9 Light Armoured Car war ein britischer Panzerspähwagen, dessen Entwicklung kurz vor dem Zweiten Weltkrieg begann. Hersteller war der britische Fahrzeughersteller Morris-Commercial. Als gepanzertes Aufklärungs-, Stabs- und Sicherungsfahrzeug wurde das Fahrzeug in der ersten Phase des Zweiten Weltkriegs eingesetzt.

## Entwicklung
Im britischen War Office war mit Beginn der deutschen Wiederaufrüstung nach der Machtergreifung der Nationalsozialisten klar erkannt worden, dass die älteren Panzerwagen aus der Zeit des Ersten Weltkriegs und den frühen 1920er Jahren für einen möglichen künftigen Konflikt nicht mehr zeitgemäß waren. Kurzfristig wurde 1935 nunmehr der Hersteller Morris-Commerical beauftragt ein gepanzertes Fahrzeug auf Basis eines Lastkraftwagen-Fahrgestell zu entwickeln.
Nach Entwicklungsarbeit in den Jahren 1935 bis 1936, wurde dann 1936 ein Prototyp vorgestellt. Das Fahrzeug wurde 1937 offiziell für die Lieferung freigegeben.

## Technische Beschreibung
Das Fahrzeug wurde auf dem Fahrgestell des Lastkraftwagen-Fahrgestell Morris Commerical C9 15 long cwt aufgebaut. Der leichte Lastkraftwagen hatte eine Nutzlast von 760 kg und einen konventionellen Hinterradantrieb (4x2). Das Fahrzeuge verfügte nur über ein einfaches Getriebe mit vier Vorwärts- und einem Rückwärtsgängen und die hydraulischen Bremsen wirkten auf alle vier Räder.
Auf den Fahrzeugrahmen wurde ein genieteter, vielfach verwinkelter Aufbau aus leichtem 7-mm starkem Panzerblech gesetzt, bei dem der Fahrer auf der rechten Seite in einem kleinen Erker saß. Für den Kommandanten und den Richtschützen wurde auf dem Dach des Fahrzeugs ein nach oben offener, rundlicher Turm mit einer Panzerbüchse für die Abwehr gepanzerter Fahrzeuge und einem Maschinengewehr für die Bekämpfung von Infanterie drehbar montiert. Der Funker bediente ein im Fahrzeug montiertes Funkgerät No. 19 Radio Set. Eine Schaufel, eine Spitzhacke und ein schwerer Hammer wurden auf dem Fahrzeugdach vor dem Geschoßabweiser des Turms mitgeführt.
Als wichtige Ausstattung für ein derartiges leichtes Fahrzeug wurde eine Anlage für Rauchgranaten eingebaut.

## Produktion
Nachdem das War Office den Prototypen erprobt hatte, wurde ein Auftrag über 99 Fahrzeuge erteilt, so dass einschließlich des Prototypen 100 Fahrzeuge gefertigt worden sind.

## Einsatz
Das Fahrzeug gehörte bei Beginn des Zweiten Weltkriegs als neueres Fahrzeug zur Ausrüstung der britischen Streitkräfte. Es wurde im April 1939 im Royal Tank Corps in Dienst gestellt und dem Royal Tank Regiment zugeteilt.

### Frankreich

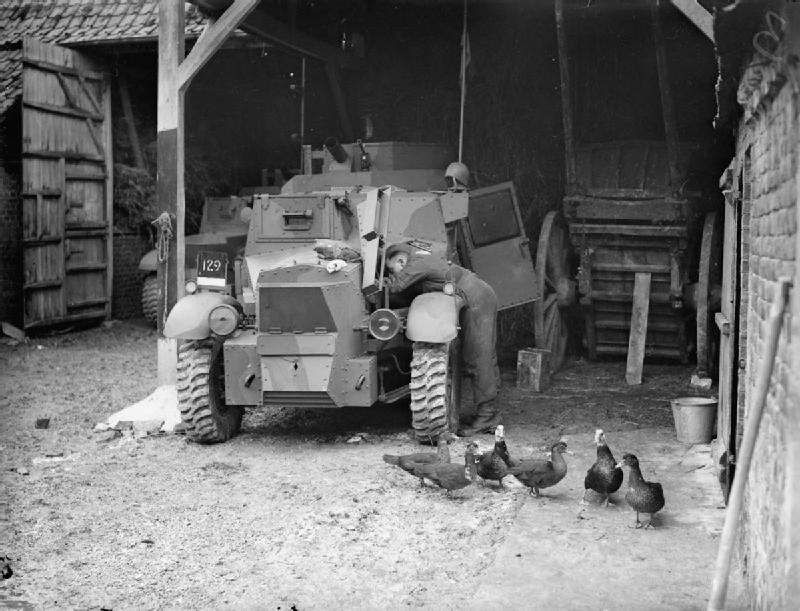
Morris CS9 in Villiers Saint Simon bei der Wartung

Bei der Entsendung des britischen Expeditionskorps nach Frankreich war das Fahrzeug beispielsweise Teil der Ausrüstung der 12th Royal Lancers, wo das Fahrzeug die Lanchester 6x4 Armoured Cars ersetzte, die 1928 gebaut worden waren. Dieser Verband verfügte über 38 dieser Fahrzeuge, die alle zerstört wurden oder beim Rückzug aus Frankreich zurückgelassen werden mussten.

### Nordafrika

Morris CS9 in Nordafrika

Im Wüstenkrieg in Nordafrika war der Fahrzeugtyp beispielsweise bei den 11th Hussars (Prince Albert's Own) im Einsatz. Der Verband erhielt 30 dieser Fahrzeuge, allerdings auch noch zusätzliche Rolls-Royce Armoured Cars aus der Zeit des Ersten Weltkriegs. Ausgerüstet mit speziellen Wüstenreifen konnte das verhältnismäßig leichte Fahrzeug sogar auf weichem Sand eingesetzt werden. Doch die schwache Panzerung und Bewaffnung stellten ab 1941 ein erhebliches Problem dar, so dass die Fahrzeuge nach Abschluss der Kämpfe in Nordafrika nicht mehr an der Front eingesetzt wurden.